# Kărdzjali
För andra betydelser, se Kărdzjali (olika betydelser).

Heraldiskt vapen.

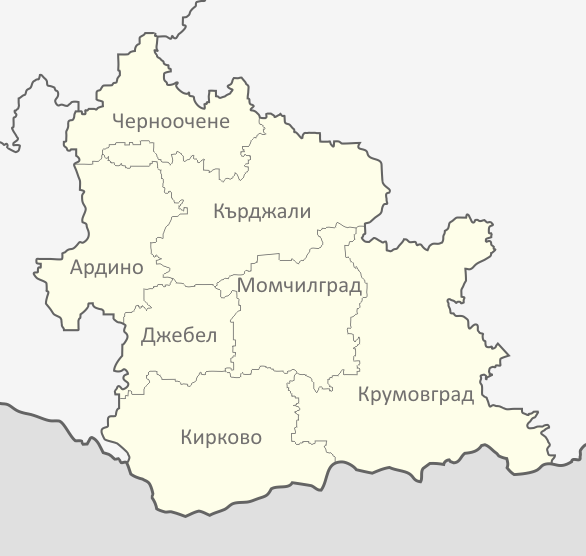
Karta över Kărdzjali oblast.

Kărdzjali (bulgariska: Кърджали, Kărdžali) är en stad vid Ardasjön i södra Bulgarien. Den växer kontinuerligt och omgivningarna av berg och sjöar har gjort staden populär bland turister. 2005 hade Karzjali 63 164 invånare. Enligt en mätning 2001 har Kărdzjalis kommun, innefattande 118 små byar, 69 830 invånare men man räknar med att det idag är uppemot 75 000.